# Ecolog-Institut
Das Ecolog-Institut für sozial-ökologische Forschung und Bildung gGmbH (Eigenschreibweise: ECOLOG-Institut oder ECOLOG) ist eine gemeinnützige interdisziplinäre Forschungseinrichtung mit Sitz in Lüneburg, die den gesellschaftlichen Prozess des Übergangs zu einer nachhaltigen Entwicklung durch wissenschaftliche Analysen, Beratung und Bildung begleitet und unterstützt.

## Geschichte
Das Ecolog-Institut wurde 1991 von Wissenschaftlern der Universität Hannover sowie Mitarbeitern des Wissenschaftsladens Hannover gegründet. Mit der Institutsgründung sollte in Norddeutschland ein institutioneller Rahmen für eine gesellschaftlich engagierte, interdisziplinäre Forschung geschaffen werden. Zwei Anliegen der Wissenschaftsladen-Bewegung, nämlich die Bürger durch Aufbereitung und Bereitstellung wissenschaftlichen Wissens dabei zu unterstützen, sich gesellschaftlich zu engagieren, und sie in wissenschaftliche Forschungs- und wissensbasierte Entscheidungsprozesse einzubeziehen, wurden in die Zielsetzungen des neuen Instituts übernommen.
Das Ecolog-Institut ist gemeinnützig in der Rechtsform einer GmbH. Die Gesellschafter waren und sind einige der damaligen Gründer sowie spätere Mitarbeiter des Instituts. Seit dem Jahr 2013 gab es neben dem Institutsstammort Hannover mit einem Regionalbüro in Bugewitz in der Nähe von Greifswald einen zweiten festen Standort. Im Jahr 2020 wurde ein weiteres Büro in Lüneburg eingerichtet. Der Sitz der GmbH wurde 2021 dorthin verlegt.

## Finanzierung
Das Institut hat nie eine institutionelle Förderung erhalten. Die Arbeit des Instituts wird überwiegend durch Forschungs- und Projektfördermittel finanziert. Daneben sind Forschungsaufträge von Bundes- und Landesbehörden, Kommunen und gemeinnützigen Organisationen zu nennen. Wesentliche Fördermittelgeber sind das Bundesministerium für Bildung und Forschung (BMBF), nicht zuletzt im Rahmen der sozial-ökologischen Forschung, das Bundesministerium für Wirtschaft und Energie (BMWi) und die Deutsche Bundesstiftung Umwelt (DBU).

## Themen
Die am Institut bearbeiteten Themen sind vier Bereichen zugeordnet:
- Technik & Umwelt,
- Ressourcen & Klima,
- Stadt & Land sowie
- Lebensstile & Konsum.

Im Bereich Technik & Umwelt sind die Arbeiten zur Untersuchung und Bewertung der Belastungen der Bevölkerung und von Arbeitnehmern durch elektrische, magnetische und elektromagnetische Felder angesiedelt. In diesem Kontext wurde 2003 die Ecolog-Empfehlung zur elektromagnetischen Umweltverträglichkeit von UMTS/E-Netz/D-Netz (900–2100 MHz) mit 2 V/m (10 mW/m² = 10.000 µW/m²) entwickelt.
Daneben hat das Institut intensiv gemeinsam mit Praxisakteuren zu Nachhaltigkeitsindikatoren für die kommunale Ebene geforscht. In diesem Kontext wurde das AEZR-Modell entwickelt.